# HAM-23cm
A 23 cm-es amatőrsáv a deciméteres hullámú rádiófrekvenciás tartományban lévő, rádióamatőrök számára kijelölt sáv. A kijelölt frekvenciatartomány: 1240 – 1300 MHz.

## Terjedési sajátosságai
A 23 cm-es amatőrsáv a deciméteres hullámú rádiófrekvenciás tartományban van, ezért leginkább a deciméteres  hullámokra jellemző terjedési tulajdonságai vannak.
- direkt terjedés
- troposzférikus szóródás

## A 23 cm-es amatőrsávra vonatkozó nemzetközisávterv[3]
| ITU 1 | ITU 2 | ITU 3 |
| --- | ----- | ----- |
| 1240–1300 MHz 1. MŰHOLDAS FÖLD-KUTATÁS (aktív) 2. RÁDIÓLOKÁCIÓ 3. MŰHOLDAS RÁDIÓNAVIGÁCIÓ (űr–Föld irány) (űr–űr irány) 5.328B 5.329 5.329A 4. ŰRKUTATÁS (aktív) 5. Amatőr 5.282 5.330 5.331 5.332 5.335 5.335A |       |       |

- 5.329 - Az 1215−1300 MHz frekvenciasávot a műholdas rádiónavigáció szolgálat azzal a feltétellel használhatja, hogy nem okoz káros zavarást az 5.331 Bekezdés szerint engedélyezett rádiónavigáció szolgálatnak, és azzal szemben nem is tart igényt védelemre. Továbbá az 1215−1300 MHz frekvenciasávot a műholdas rádiónavigáció szolgálat azzal a feltétellel használhatja, hogy nem okoz káros zavarást a rádiólokáció szolgálatnak. Az 5.43 Bekezdés nem alkalmazható a rádiólokáció szolgálat tekintetében. A 608. (Rev.WRC‑19) Határozatot alkalmazni kell. (WRC‑19)
- 5.329A - Az 1215−1300 MHz és az 1559−1610 MHz sávban üzemelő műholdas rádiónavigáció szolgálat (űr-űr irány) rendszereinek használata nem irányulhat biztonsági szolgálati alkalmazások nyújtására, és semmilyen járulékos korlátozást sem szabhat a műholdas rádiónavigáció szolgálat (űr-Föld irány) rendszerei vagy a frekvenciasávok felosztási táblázata szerint üzemelő egyéb szolgálatok számára. (WRC‑07)
- 5.282 A 435−438 MHz, 1260−1270 MHz, 2400−2450 MHz, 3400−3410 MHz (csak a 2. és a 3. Körzetben) és az 5650−5670 MHz sávban a műholdas amatőrszolgálat azzal a feltétellel üzemelhet, hogy nem okoz káros zavarást a Táblázat szerint üzemelő más szolgálatoknak (lásd az 5.43 Bekezdést). Azoknak az igazgatásoknak, amelyek e használatot engedélyezik, biztosítaniuk kell, hogy a műholdas amatőrszolgálat állomásainak adásai által okozott bármilyen káros zavarás azonnal megszűnjön a 25.11 Bekezdés rendelkezéseinek megfelelően. Az 1260−1270 MHz és az 5650−5670 MHz sávnak a műholdas amatőrszolgálat általi használata a Föld-űr irányra korlátozódik.
- 5.330 - Járulékos felosztás: Angolában, Szaúd-Arábiában, Bahreinben, Bangladesben, Kamerunban, Kínában, Dzsibutiban, Egyiptomban, az Egyesült Arab Emírségekben, Eritreában, Etiópiában, Guyanában, Indiában, Indonéziában, az Iráni Iszlám Köztársaságban, Irakban, Izraelben, Japánban, Jordániában, Kuvaitban, Nepálban, Ománban, Pakisztánban, a Fülöp-szigeteken, Katarban, a Szíriai Arab Köztársaságban, Szomáliában, Szudánban, Dél-Szudánban, Csádban, Togóban és Jemenben az 1215−1300 MHz sávot elsődleges jelleggel az állandóhelyű és a mozgószolgálat számára is felosztották. (WRC‑12)
- 5.331 - Járulékos felosztás: Algériában, Németországban, Szaúd-Arábiában, Ausztráliában, Ausztriában, Bahreinben, Fehéroroszországban, Belgiumban, Beninben, Bosznia-Hercegovinában, Brazíliában, Burkina Fasóban, Burundiban, Kamerunban, Kínában, a Koreai Köztársaságban, Horvátországban, Dániában, Egyiptomban, az Egyesült Arab Emírségekben, Észtországban, az Oroszországi Föderációban, Finnországban, Franciaországban, Ghánában, Görögországban, Guineában, Egyenlítői-Guineában, Magyarországon, Indiában, Indonéziában, az Iráni Iszlám Köztársaságban, Irakban, Írországban, Izraelben, Jordániában, Kenyában, Kuvaitban, Lesothóban, Lettországban, Libanonban, Liechtensteinben, Litvániában, Luxemburgban, Észak-Macedóniában, Madagaszkáron, Maliban, Mauritániában, Montenegróban, Nigériában, Norvégiában, Ománban, Pakisztánban, Holland Királyságban, Lengyelországban, Portugáliában, Katarban, a Szíriai Arab Köztársaságban, a Koreai Népi Demokratikus Köztársaságban, Szlovákiában, az Egyesült Királyságban, Szerbiában, Szlovéniában, Szomáliában, Szudánban, Dél-Szudánban, Srí Lankán, a Dél-afrikai Köztársaságban, Svédországban, Svájcban, Thaiföldön, Togóban, Törökországban, Venezuelában és Vietnamban az 1215−1300 MHz frekvenciasávot elsődleges jelleggel a rádiónavigáció szolgálat számára is felosztották. Kanadában és az Egyesült Államokban az 1240−1300 MHz frekvenciasávot a rádiónavigáció szolgálat számára is felosztották, melynek használata a légi rádiónavigáció szolgálatra korlátozódik. (WRC‑19)
- 5.332 - Az 1215−1260 MHz sávban a műholdas Föld-kutató szolgálatnak és az űrkutatási szolgálatnak az űrben telepített aktív érzékelői nem okozhatnak káros zavarást a rádiólokáció szolgálatnak, a műholdas rádiónavigáció szolgálatnak és más olyan szolgálatoknak, melyek számára a felosztás elsődleges jellegű, azokkal szemben nem tarthatnak igényt védelemre, és üzemeltetésük, illetve fejlesztésük részére semmi más módon sem szabhatnak korlátozásokat. (WRC‑2000)

## A sávblokk Magyarországon érvényessávterve[4]
| 1240–1300 MHz                           | 1240–1300 MHz    | 1240–1300 MHz | 1240–1300 MHz                 | 1240–1300 MHz            | 1240–1300 MHz                                                   | 1240–1300 MHz                                | 1240–1300 MHz                                  |
| A                                       | B                | C             | D                             | E                        | F                                                               | G                                            | H                                              |
| --------------------------------------- | ---------------- | ------------- | ----------------------------- | ------------------------ | --------------------------------------------------------------- | -------------------------------------------- | ---------------------------------------------- |
| MŰHOLDAS FÖLD-KUTATÁS (aktív)           | 5.332 5.335A     | P             | 1                             | K                        | Aktív műholdas Föld-kutatás alkalmazásai                        |                                              |                                                |
| RÁDIÓLOKÁCIÓ                            | NJE              | E             | 1                             | K                        | Rádiólokációs rendszerek                                        |                                              |                                                |
| RÁDIÓLOKÁCIÓ                            | NJE              | E             | 1                             | K                        | Földi telepítésű elsődleges légtérellenőrző radarok             |                                              |                                                |
| RÁDIÓLOKÁCIÓ                            | NJE              | E             | 1                             | K                        | Szélprofil radarok                                              | ITU-R RS.1282-0, SM.337-6                    |                                                |
| RÁDIÓLOKÁCIÓ                            | NJE              | E             | 1                             | K                        | RASS                                                            |                                              |                                                |
| RÁDIÓLOKÁCIÓ                            | NJE              | E             | 1                             | K                        | Katonai rádiólokációs rendszerek                                |                                              |                                                |
| RÁDIÓNAVIGÁCIÓ                          | 5.331            | E             | 1                             | K                        | Földi telepítésű elsődleges légtérellenőrző radarok             |                                              |                                                |
| MŰHOLDAS RÁDIÓNAVIGÁCIÓ (űr–Föld irány) | 5.328B 5.329 NJE | E             | 1                             | K                        | Műholdas rádiónavigáció alkalmazásai                            |                                              |                                                |
| MŰHOLDAS RÁDIÓNAVIGÁCIÓ (űr–Föld irány) | 5.328B 5.329 NJE | E             | 1                             | K                        | GNSS                                                            | ECC/REC/(10)02 MSZ EN 303 413 MSZ EN 302 645 | Átjátszóállomás kizárólag beltéri használatra. |
| MŰHOLDAS RÁDIÓNAVIGÁCIÓ (űr–Föld irány) | 5.328B 5.329 NJE | E             | 1                             | K                        | Katonai műholdas rendszerek                                     |                                              |                                                |
| ŰRKUTATÁS (aktív)                       | 5.332 5.335A     | P             | 1                             | T                        | Aktív űrkutatás rendszerei                                      |                                              |                                                |
| Amatőr                                  |                  | P             | 2                             | K                        | Amatőrrádiózás                                                  | ECC/REC/(02)01 MSZ EN 301 783                | 3. melléklet 7. pont                           |
|                                         | 5.282            | P             | 2                             | K                        | Műholdas amatőrrádiózás (Föld–űr irány) az 1260–1270 MHz sávban | ECC/REC/(02)01 MSZ EN 301 783                | 3. melléklet 7. pont                           |
|                                         | PN               |               |                               | SRD                      |                                                                 | 3. melléklet 9.1. pont                       |                                                |
| 3                                       | PN               | K             | Rádiómeghatározó alkalmazások | 3. melléklet 9.7.2. pont |                                                                 |                                              |                                                |

- Az A oszlop meghatározza az adott sávhoz rendelt egyes rádiószolgálatokat
- A B oszlop meghatározza a vonatkozó lábjegyzetet, a harmonizált katonai sávra
- A C oszlop meghatározza a polgári, a nem polgári vagy az együttes célú használatra történő felosztást. A polgári célú felosztást P, a nem polgári célút N és az együttes célút E jelöli.
- A D oszlop meghatározza az alkalmazás jellegét. Az elsődleges jelleget 1-es, a másodlagos jelleget 2-es, a harmadlagos jelleget 3-as szám jelöli.
- Az E oszlop meghatározza az alkalmazás használatbavételi lehetőségét. A kijelölt kategóriát K, a tervezett kategóriát T jelöli.
- Az F oszlop meghatározza az alkalmazás megnevezését.
- A G oszlop tartalmazza a vonatkozó nemzetközi és hazai dokumentumokra hivatkozásokat
- A H oszlop tartalmazza a frekvenciasávok használata során alkalmazandó további rádióspektrum-gazdálkodási követelményeket és jellemzőket, valamint sávhasználati feltételeket.

## Felosztása[5]
| Frekvenciatartomány (Hz) | Frekvenciatartomány (Hz) | Használható adóteljesítmény (W) | Használható adóteljesítmény (W) | Használható adóteljesítmény (W) | Használható sávszélesség (Hz) | Üzemmód/felhasználás | Engedélyezett adásmód | Engedélyezett adásmód | Engedélyezett adásmód |
| Kezdete                  | Vége                     | Kezdő                           | CEPT                            | HAREC                           | Használható sávszélesség (Hz) | Üzemmód/felhasználás | Kezdő | CEPT                  | HAREC |
| ------------------------ | ------------------------ | ------------------------------- | ------------------------------- | ------------------------------- | ----------------------------- | --- | --- | --------------------- | --- |
| 1240000000               | 1240500000               | 0                               | 0                               | 500                             | 2700                          | Keskenysávú módok | |                       | A1A, A1B, A1C, A1D, A2A, A2B, A2C, A2D, A3C, A3E, F1A*, F1B, F1C, F1D, F2A, F2B, F2C, F2D, F3C, F3E, F3F, J2A, J2B, J2C, J2D, J2E, J3C, J3E, J3F, R3E |
| 1240500000               | 1240750000               | 0                               | 0                               | 500                             | 500                           | MGM CW IBP | |                       | A1A, A1B, A1C, A1D, A2A, A2B, A2C, A2D, A3C, A3E, F1A*, F1B, F1C, F1D, F2A, F2B, F2C, F2D, F3C, F3E, F3F, J2A, J2B, J2C, J2D, J2E, J3C, J3E, J3F, R3E |
| 1240750000               | 1241000000               | 0                               | 0                               | 500                             | 20000                         | FM, Digitális hangátvitel | |                       | A1A, A1B, A1C, A1D, A2A, A2B, A2C, A2D, A3C, A3E, F1A*, F1B, F1C, F1D, F2A, F2B, F2C, F2D, F3C, F3E, F3F, J2A, J2B, J2C, J2D, J2E, J3C, J3E, J3F, R3E |
| 1241000000               | 1243250000               | 0                               | 0                               | 500                             | 20000                         | FM, Digitális hangátvitel - 1242025000 - 1242250000 átjátszók kimeneti csatornái - 1242275000 - 1242700000 átjátszók kimeneti csatornái - 1242725000 - 1243250000 Digitális kommunikáció | |                       | A1A, A1B, A1C, A1D, A2A, A2B, A2C, A2D, A3C, A3E, F1A*, F1B, F1C, F1D, F2A, F2B, F2C, F2D, F3C, F3E, F3F, J2A, J2B, J2C, J2D, J2E, J3C, J3E, J3F, R3E |
| 1243250000               | 1260000000               | 0                               | 0                               | 500                             |                               | (D)ATV - 1258150000 - 1259350000 Átjátszók kimeneti csatornái | F3F, J3F |                       | |
| 1260000000               | 1270000000               | 0                               | 0                               | 500                             |                               | Műholdas kommunikáció | A1A, A1B, A1C, A1D, A2A, A2B, A2C, A2D, A3C, A3E, F1A, F1B, F1C, F1D, F2A, F2B, F2C, F2D, F3C, F3E, F3F, J2A, J2B, J2C, J2D, J2E, J3C, J3E, J3F, R3E |                       | |
| 1270000000               | 1272000000               | 0                               | 0                               | 500                             | 20000                         | - 1270025000 - 1270700000 - Átjátszók bemeneti csatornái - 1270725000 - 1271250000 - Digitális kommunikáció | A1A, A1B, A1C, A1D, A2A, A2B, A2C, A2D, A3C, A3E, F1A, F1B, F1C, F1D, F2A, F2B, F2C, F2D, F3C, F3E, F3F, J2A, J2B, J2C, J2D, J2E, J3C, J3E, J3F, R3E |                       | |
| 1272000000               | 1290994000               | 0                               | 0                               | 500                             | 20000                         | (D)ATV | F3F, J3F |                       | |
| 1290994000               | 1291494000               | 10                              | 50                              | 500                             | 20000                         | FM, Digitális hang - 25kHz-es csatornafelosztás | F3E | F3E                   | F3E |
| 1291494000               | 1296000000               | 0                               | 0                               | 500                             |                               | - 1293150000 - 1294350000 Átjátszók bemeneti csatornái R20-R68 | |                       | A1A, A1B, A1C, A1D, A2A, A2B, A2C, A2D, A3C, A3E, F1A, F1B, F1C, F1D, F2A, F2B, F2C, F2D, F3C, F3E, F3F, J2A, J2B, J2C, J2D, J2E, J3C, J3E, J3F, R3E  |
| 1296000000               | 1296150000               | 0                               | 0                               | 500                             | 500                           | MGM CW - 1296000000 - 1296025000 EME - 1296065000 JT65 JT9 - 1296138000 PSK31 | |                       | A1A, A1B, A1D, F1A, F1B, F1D |
| 1296150000               | 1296800000               | 0                               | 0                               | 500                             | 2700                          | MGM CW USB - 1296200000 - keskenysávú módok, aktivitásközép - 1296400000 - 1296600000 - lineáris transzponderek bemenete - 1296500000 FAX, WSPR - 1296600000 keskenysávú módok, aktivitásközép - 1296600000 - 1296700000 - lineáris transzponderek kimenete - 1296741000 - 1296743000 - MGM - 1296750000 - 1296800000 - helyi jeladók | |                       | A1A, A1B, A1D, A2A, A2B, A2D, F1A, F1B, F1D, F2A, F2B, F2D, J2A, J2B, J2D, J2E, J3E, R3E                                                              |
| 1296800000               | 1296994000               | 0                               | 0                               | 500                             | 500                           | MGM CW IBP | |                       | |
| 1296994000               | 1297494000               | 0                               | 0                               | 500                             | 12000                         | FM, Digitális hang - Átjátszók kimeneti csatornái | |                       | F3E |
| 1296494000               | 1298000000               | 10                              | 50                              | 500                             | 12000                         | FM, Digitális hang - 1297500000 - SM20, FM hívócsatorna - 1297725000 - Digitális hívófrekvencia - 1297900000 - 1297975000 FM internet átjáró - 1297975000 - SM39 | F3E | F3E                   | F3E |
| 1298000000               | 1299000000               | 0                               | 0                               | 500                             | 20000                         | Kevert felhasználású, 25 kHz-es felosztású csatornák - 1298025000 - 1298975000 RS1-RS-39 | |                       | A1A, A1B, A1C, A1D, A2A, A2B, A2C, A2D, A3C, A3E, F1A, F1B, F1C, F1D, F2A, F2B, F2C, F2D, F3C, F3E, F3F, J2A, J2B, J2C, J2D, J2E, J3C, J3E, J3F, R3E  |
| 1299000000               | 1299750000               | 0                               | 0                               | 500                             | 150000                        | Nagysebességű digitális adatátvitel Csatornaközéppontok: 1299075000, 1299225000, 2399375000, 1299525000, 1299675000 | |                       | A1A, A1B, A1C, A1D, A2A, A2B, A2C, A2D, A3C, A3E, F1A, F1B, F1C, F1D, F2A, F2B, F2C, F2D, F3C, F3E, F3F, J2A, J2B, J2C, J2D, J2E, J3C, J3E, J3F, R3E  |
| 1299750000               | 1300000000               | 0                               | 0                               | 500                             | 20000                         | 8x25 csatorna FM és digitális átvitelre Csatornaközéppontok 1299775000 - 1299975000 | |                       | A1A, A1B, A1C, A1D, A2A, A2B, A2C, A2D, A3C, A3E, F1A, F1B, F1C, F1D, F2A, F2B, F2C, F2D, F3C, F3E, F3F, J2A, J2B, J2C, J2D, J2E, J3C, J3E, J3F, R3E  |

## Gyakorlati felhasználása
A hullámhossz méretéből adódóan már kis méretben is készíthetőek nagy nyereségű antennák, így lehetőség van kísérletezni műholdas kommunikációval, EME összeköttetésekkel.
Amatőr használatra széles sáv került kijelölésre, így lehetőség van szélessávú üzemmódok használatára.
A sávban leginkább a HAREC szintű rádióamatőröknek biztosítottak teret, de néhány sávrészben lehetőségük van a kezdő és a CEPT szintű amatőröknek is kísérletezniük.
A sáv használata kevéssé elterjedt, mivel csak drágább készülékekbe van beleépítve ennek a sávnak a használati lehetősége. Saját készülék építése erre a sávra nagy gyakorlatot igényel, valamint ezen a frekvencián megbízható alkatrészek beszerzése is költséges.

### Magyarországi jeladók[6]
| Hívójel | Frekvencia [MHz] | QTH/Név   | QTH Lokátor | Mod | ASL | AGL | Antenna  | P | Telj. [W] |
| ------- | ---------------- | --------- | ----------- | --- | --- | --- | -------- | - | --------- |
| HG9BUA  | 1296,900         | Kis-Kőhát | KN08FB86ga  | A1A | 930 | 35  | Slot     | H | 1,00      |
| HG3BUB  | 1296,938         | Tubes     | JN96CC      | A1A | 535 | 50  | Slot     | H | 0,80      |
| HG1BUB  | 1296,975         | Hörman    | JN87FI      | A1A | 700 | 25  | Slot 3dB | H | 1,50      |